# Ryszard Grzebielucha
Ryszard Grzebielucha (ur. 13 lutego 1948 we Wrocławiu) – polski gitarzysta i wokalista, wywodzący się z wrocławskiego środowiska muzycznego.

## Kariera muzyczna
W latach 1969–1971 był członkiem wrocławskich zespołów muzycznych: HEY, Vratislavia Beat i Muzilo, grupa, która powstała w celu propagowania esperanto i w 1970 roku nagrała EP-kę z utworami wykonywanymi w tym języku. Z zespołem tym występował podczas imprez esperanckich w kraju (m.in. w 1971 roku na IX Międzynarodowych Wczasach Esperanckich w Międzygórzu) i za granicą (m.in. w NRD w Karl-Marx-Stadt oraz w Wiedniu i Grazu w ramach Światowego Kongresu Esperantystów).
Początkowo grał na gitarach klasycznych przerabianych na elektryczne. A następnie na gitarze marki Jolana i na gitarze 12-strunowej, marki Musima – oraz na wzmacniaczach gitarowych własnej konstrukcji.

## Dyskografia

### Z zespołemMuzilo
- Bonveno (EP Muza N-0592, 1970)
- Estis inter nenio (Między nami nic nie było) (muz. Maciej Lis - sł. Edward Wojtakowski / Ien la tero (To ziemia) (muz. Juliusz Loranc - sł. Jonasz Kofta, Edward Wojtakowski / Benvenon (Powitanie) (muz. Leszek Pietrzykowski, Ryszard Grzebielucha – sł. Zofia Gebhard, Edward Folcik/ Al mi plu diru (Mów do mnie jeszcze) (muz. Maciej Lis - sł. Kazimierz Przerwa-Tetmajer, Edward Wojtakowski)
- Wykonawcy: Anna Pawłowska, Mariusz Domaszewicz, zespół Muzilo